# Master of the Rolls (Irlande)
Le Master of the Rolls en Irlande est une fonction judiciaire de haut niveau dans la chancellerie irlandaise sous les régimes anglais et britanniques, et était l'équivalent du Master of the Rolls dans la chancellerie anglaise. Appelé à l'origine Keeper of the Rolls, il est responsable de la conservation des documents de la chancellerie, tels que les close rolls et les patent rolls. La fonction est créée par lettres patentes en 1333, le premier titulaire de la fonction étant Edmund de Grimsby. Avec le développement de la bureaucratie irlandaise, les fonctions de Master of the Rolls sont confiées à des subordonnés et le poste devient une sinécure attribuée aux alliés politiques de l'administration du château de Dublin. Au dix-neuvième siècle, le poste est devenu une nomination judiciaire de haut rang, occupant la deuxième place au sein de la Cour de chancellerie, derrière le Lord Chancelier d'Irlande. Le poste est aboli par la loi sur les cours de justice de 1924, adoptée par l'État libre d'Irlande créé en 1922.

## Histoire de la charge
Jusqu'au XVIe siècle, le Master of the Rolls est toujours un ecclésiastique. Dans premiers temps la charge est toujours associée à la cathédrale Saint-Patrick de Dublin, plusieurs Masters of the Rolls médiévaux étant doyens ou prébendiers de la cathédrale. 

À l'origine, il s'agit d'une fonction administrative plutôt que judiciaire. Les premiers Masters n'étaient pas tous des juristes qualifiés. Dans la deuxième partie partie du XVIe siècle, la fonction est occupée par John Parker, un laïc qui a fait fortune en vendant des chapeaux ; son successeur, Henry Draycott, n'était pas non plus, pour autant que l'on sache, un juriste ; pourtant, tous deux s'acquittent avec compétence des tâches qui leur étaient confiées et sont des fonctionnaires appréciés. À l'époque, comme le suggère le titre plus ancien de Keeper of the Rolls, le rôle principal du Master est d'assurer la garde des archives de la chancellerie. Cette fonction ne doit pas être confondue avec la fonction distincte (depuis longtemps obsolète) de Keeper of Writs and Rolls au sein de la Cour du Justiciar d'Irlande.

## Liste des  Masters of the Rolls en Irlande
- 1333 Edmund de Grimsby
- 1334 William de Bardelby
- 1337 Robert de Hemmingburgh
- 1346 William de Whithurst

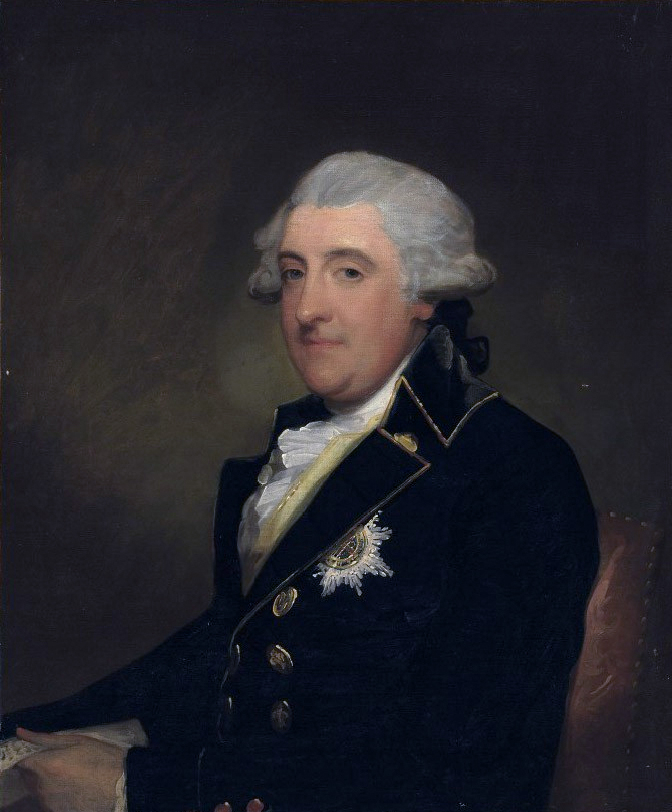
Portrait de William Robert Fitzgerald 21e Duc de Leinster, Master of the Rolls 1788-9

- 1350 Robert (ou Henry) de Leycestre
- c.1370 Thomas de Cottingham
- 1372 Thomas de Thelwall, qui deviendra plus tard Chancelier du duché de Lancastre
- 1377 Robert Sutton, qui deviendra plus tard Chief Baron of the Irish Exchequer, première période
- 1386 Thomas de Everdon, Doyen de la cathédrale Saint-Patrick de Dublin
- 1395 Robert de Faryngton, qui deviendra plus tard Lord High Treasurer of Ireland
- 1395 Robert Sutton, deuxième période
- 1395 John de Kirkby
- 1404 Robert Sutton, troisième période
- 1427 Richard Ashwell
- 1430 William Sutton
- 1436 Robert Dyke, qui deviendra plus tard Lord High Treasurer of Ireland
- 1450 John Chevir, qui deviendra plus tard Lord Chief Justice of Ireland
- 1461 Patrick Cogley
- 1461 Peter Trevers
- 1471 Thomas Dowdall
- 1492 Thomas Butler
- 1496 John Payne, Bishop of Meath
- 1513 Thomas Rochfort, Doyen de la cathédrale Saint-Patrick de Dublin
- 1521 Walter Wellesley, Évêque de Kildare
- 1522 Thomas Darcy, Doyen de la cathédrale Saint-Patrick de Dublin, première période
- 1523 John Rycardes, Doyen de la cathédrale Saint-Patrick de Dublin
- 1528 Thomas Darcy, deuxième période
- 1530 Anthony Skeffington
- 1533 John Alan, later Lord Chancellor of Ireland
- 1539 Robert Cowley
- 1542 Thomas Cusack, qui deviendra plus tard Lord Chancelier d'Irlande
- 1543 Nicholas Wycombe
- 1550 Patrick Barnewall
- 1552 John Parker
- 1566 Henry Draycott
- 1572 Nicholas White, première période
- 1578 Edward Fitz-Symon
- 1578 Nicholas White, deuxième période
- 1593 Anthony St Leger
- 1609 Francis Aungier, 1er Baron Aungier de Longford
- 1633 Christopher Wandesford
- 1641 Sir John Temple[1]
- 1677 Sir William Temple, 1er Baronet, première période[1]
- 1689 Sir William Talbot, 3e Baronet[1]
- 1690 Sir William Temple, deuxième période [1]
- 1696 William Berkeley (4e baron Berkeley de Stratton)[1]
- 1731 Thomas Carter[1]
- 1754 Henry Singleton[1]
- 1759 Richard Rigby[1]
- 1788 William FitzGerald[1]
- 1789 John Crosbie et John Proby (conjointement)[1]
- 1801 Sir Michael Smith[1]
- 1806 John Philpot Curran[1]
- 1814 Sir William MacMahon[1]
- 1837 Sir Michael O'Loghlen[1]
- 1842 Francis Blackburne[1]
- 1846 Thomas Berry Cusack Smith[1]
- 1866 John Edward Walsh[1]
- 1870 Sir Edward Sullivan[1]
- 1883 Sir Andrew Marshall Porter[1]
- 1906 Richard Edmund Meredith[1]
- 1912–1924 Charles Andrew O'Connor[1]

La charge est abolie en 1924